# Flamine furrinale

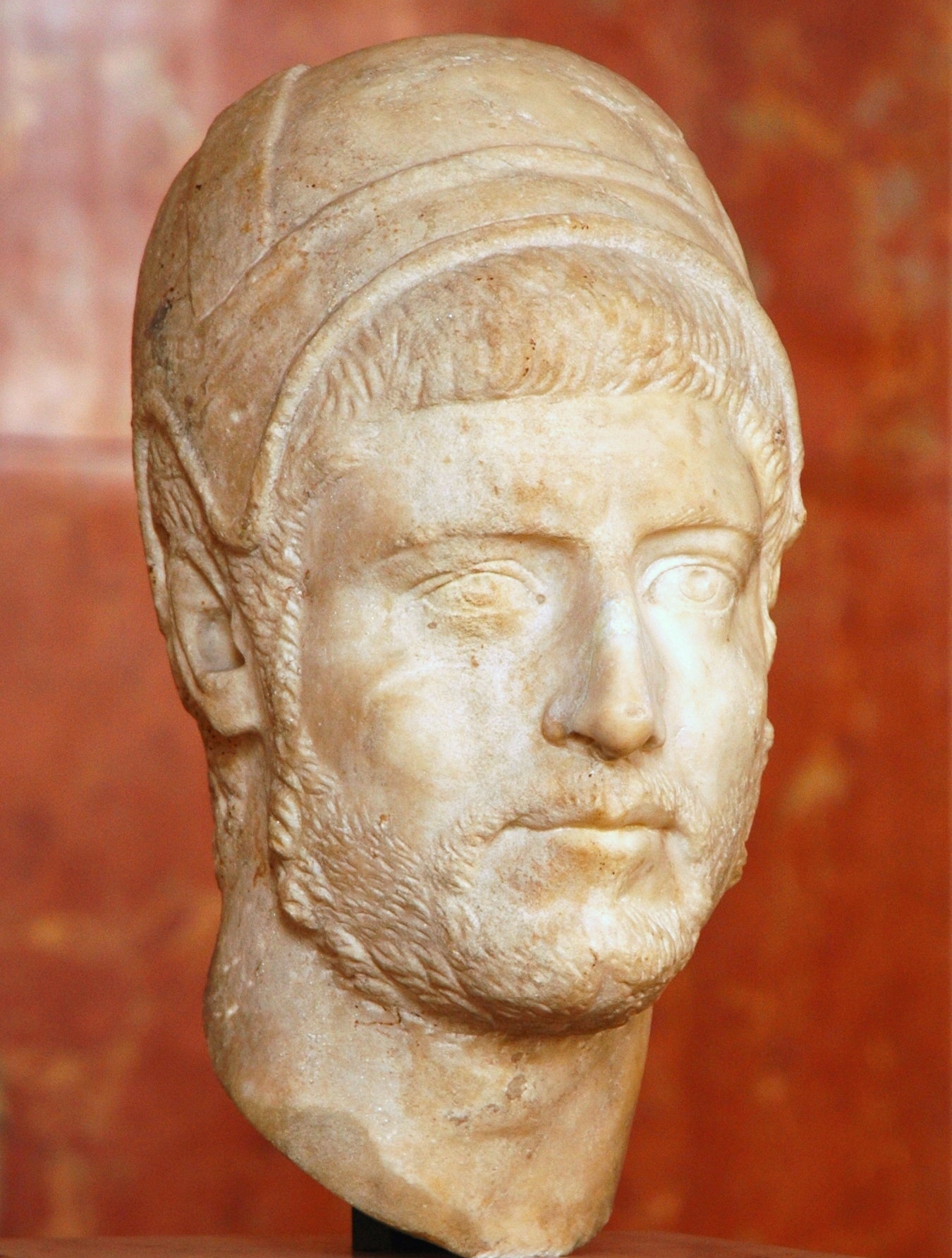
Busto di un flamine

Il flamine furrinale (latino Flamen Furinalis) era il sacerdote dell'antica Roma preposto al culto di Furina.
Furina era una dea misteriosa corrispondente ad una delle Erinni, Aletto, indagatrice e persecutrice del crimine, protettrice dell'ordine sociale, delle acque in movimento e delle primavere, le altre due erano Tesifone e Megera.
(Cicerone - De natura deorum, Libro III, XLVI)
Le era dedicato un bosco sacro presso Pons Sublicius. La sua festa, Furinalia, era celebrata il 25 luglio.